# Marcel Bertrand
Marcel Alexandre Bertrand, född 2 juli 1847 i Paris, död där 13 februari 1907, var en fransk geolog. Han var son till Joseph Louis François Bertrand.
Bertrand inträdde 1878 i Frankrikes geologiska undersökning och blev 1886 professor i geologi vid École des mines i Paris. Bertrand uppställde de första hypoteserna om överskjutningar och överveckningar i Alperna, då han 1884 jämförde lagerställningen i Glarneralperna med det fransk-belgiska stenkolsbäckenet. Hans arbeten bildade grundvalen för de teorier, som senare framställdes om bergsbyggnaden i Alperna framför allt av Maurice Lugeon och Hans Schardt. 